# Alba Torrens
Alba Torrens Salom (Binissalem, 30 augustus 1989) is een Spaans basketbalspeelster die speelt bij Valencia BC. Ze speelt op de positie van Power forward.

## Professionele carrière
Torrens begon haar carrière in 2006 bij Celta de Vigo in Spanje. In 2009 stapte ze over naar Perfumerías Avenida. Met deze club won ze de EuroLeague Women in 2011. Ze wonnen de finale van Sparta&K Oblast Moskou Vidnoje uit Rusland met 68-59. In 2011 ging ze spelen voor Galatasaray in Turkije. Ook met deze club won ze de EuroLeague Women in 2014. Ze wonnen de finale van Fenerbahçe uit Turkije met 69-58. In 2014 verhuisde ze naar UMMC Jekaterinenburg in Rusland. Met deze club won ze vier keer de EuroLeague Women in 2016, 2018, 2019 en 2021. Ze wonnen de finale in 2016 van Nadezjda Orenburg uit Rusland met 72-69. In 2018 wonen ze van Sopron Basket uit Hongarije met 72-53. In 2019 wonnen ze van Dinamo Koersk uit Rusland met 91-67. In 2021 wonnen ze van Perfumerías Avenida uit Spanje met 78-68. Ook won ze met UMMC de FIBA Europe SuperCup Women in 2016 en 2018. In 2015 keerde ze terug naar Spanje om te spelen voor Valencia BC.
Met het nationale basketbal team van Spanje won ze zilver op de Olympische Zomerspelen 2016. Op het Wereldkampioenschap won ze zilver in 2014 en brons in 2010 en 2018. Op het Europees Kampioenschap won ze goud in 2013 en 2019. Ze won zilver in 2023 en brons in 2009 en 2015.

## Erelijst
- Landskampioen Spanje: 1
  - Winnaar: 2011
- Landskampioen Rusland: 7
  - Winnaar: 2015, 2016, 2017, 2018, 2019, 2020, 2021
- Bekerwinnaar Rusland: 2
  - Winnaar: 2017, 2019
- Landskampioen Turkije: 1
  - Winnaar: 2014
- Bekerwinnaar Turkije: 3
  - Winnaar: 2012, 2013, 2014
- EuroLeague Women: 6
  - Winnaar: 2011, 2014, 2016, 2018, 2019, 2021
- FIBA Europe SuperCup Women: 2
  - Winnaar: 2016, 2018
- Olympische Spelen:
  - Zilver: 2016
- Wereldkampioenschap:
  - Zilver: 2014
  - Brons: 2010, 2018
- Europees Kampioenschap: 2
  - Goud: 2013, 2019
  - Zilver: 2023, 2025
  - Brons: 2009, 2015